# Мала Вовнянка
Мала́ Вовня́нка — село в Україні, у Таращанській міській територіальній громаді Білоцерківського району Київської області. Населення становить 128 осіб (2001).
| Україна | Це незавершена стаття з географії України. Ви можете допомогти проєкту, виправивши або дописавши її. |